# East Brandywine Township
Pour les articles homonymes, voir Brandywine.
East Brandywine Township est un township, situé au centre du comté de Chester, aux États-Unis,. En 2010, il comptait une population de 6 742 habitants.

## Démographie
Lors du recensement de 2010, le township comptait une population de 6 742 habitants. Elle est également estimée, en 2016, à 8 409 habitants.